# Kar (Sprache)
Die Sprache Kar (Eigenbezeichnung Kler), oder auch Östliches Karaboro genannt, ist eine zentrale Senufo-Sprache, die in Burkina Faso gesprochen wird.
Kar-Sprecher können sich bis zu einem gewissen Grad mit den Sprechern von West-Karaboro verständigen, aber das Umgekehrte ist nicht der Fall. Letztendlich übernimmt in letzter Zeit zunehmend das Französische die Funktion der Verständigungssprache und wird den Kindern immer mehr als Muttersprache beigebracht.